# Valkyrie (robô)
O robô Valkyrie , ou R5, é um robô humanoide, desenvolvido pela NASA. O robô foi projetado e construído pelo Centro Espacial Johnson para participar do DARPA Robotics Challenge (DRC) em 2013.
O robô pesa cerca de 130 kg, tem 44 graus de liberdade, 1,80 m de altura e tem dois processadores Intel Core i7 a bordo. Sua alimentação é feita tanto por cabo ou por bateria. As baterias têm uma energia de 1,8 kWh.
O robô foi usado na simulação do Space Robotics Challenge.
Particular atenção foi dada ao design do robô. Comparado com outros robôs do DRC, ele tem curvas femininas e é coberto com uma camada feita de espuma, o que dá um aspecto menos metálico e também protege contra choques.